# Sanctuaire de Notre-Dame-de-Grâce de Rochefort-du-Gard
Le santuaire de Notre-Dame-de-Grâce se trouve dans la ville de Rochefort-du-Gard du département du Gard dans la région française du  Languedoc en Occitanie.

## Histoire
Une chapelle en l'honneur de Notre-Dame-des-Victoires aurait été édifiée en 798 sur cette colline isolée au nord de Rochefort, pour célébrer la victoire des Carolingiens sur les Arabes musulmans.
Rochefort et la chapelle sont touchés par les guerres de Religion en 1567. Des travaux sont entrepris en 1631 pour remédier aux dégâts.
Le 24 mars 1634, les premiers aménagements sont bénis par l'archevêque d'Avignon Philonardi, la chapelle dépendant alors de l'archidiocèse d'Avignon. Le sanctuaire est désormais consacré à Notre-Dame de Grâce et une statue de la Vierge en bois est offerte par Jean Palejay, un habitant de la ville. Saint Joseph y est également vénéré et un tableau de Nicolas Mignard vient orner la chapelle consacrée à ce saint en 1643.
Les Bénédictins de Saint-Maur assurent la responsabilité du sanctuaire par arrêt du parlement de Toulouse du 30 juillet 1637. Le site est alors prospère et de nombreux pèlerinages y ont lieu.
À partir du 5 mai 1691, une reconstruction générale est entreprise, qui sera pratiquement achevée en 1696 et complétée en 1709.
La Révolution française oblige dès août 1789 les Bénédictins à se dépouiller de leur trésor et, le 13 février 1790, les bâtiments sont déclarés biens nationaux. Un pillage saccage les lieux en juin 1793.
Après des années de situation incertaine, trois pères maristes s'installent officiellement au sanctuaire le 15 août 1846. Les maristes se retirent en 1964 et le lieu est alors confié à l'œuvre des Foyers de charité.
Depuis 2006, le diocèse de Nîmes gère le sanctuaire, qui est actuellement un lieu de retraite dirigé par Jérôme Bourdenet, son chapelain est Bernard Ginoux depuis 2022.

## Protection
Le patrimoine architectural du monument est inscrit au titre des monuments historiques depuis 2013.

### Sources
- Ressource relative à la religion :   - Clochers de France
- Ressource relative à l'architecture :   - Mérimée
- Site de la commune
- « Notre Dame de Grâce à Rochefort du Gard... sa légende et ses 70 miracles... », sur grandsudinsolite.fr (consulté le 7 octobre 2023)
- « Notre Dame de Grâce de Rochefort (Gard) », sur nemausensis.com (consulté le 7 octobre 2023)